# John Pitkin
John Pitkin (1780 circa – 1870 circa) è stato un mercante inglese e console a Monopoli in provincia di Bari.

## Biografia

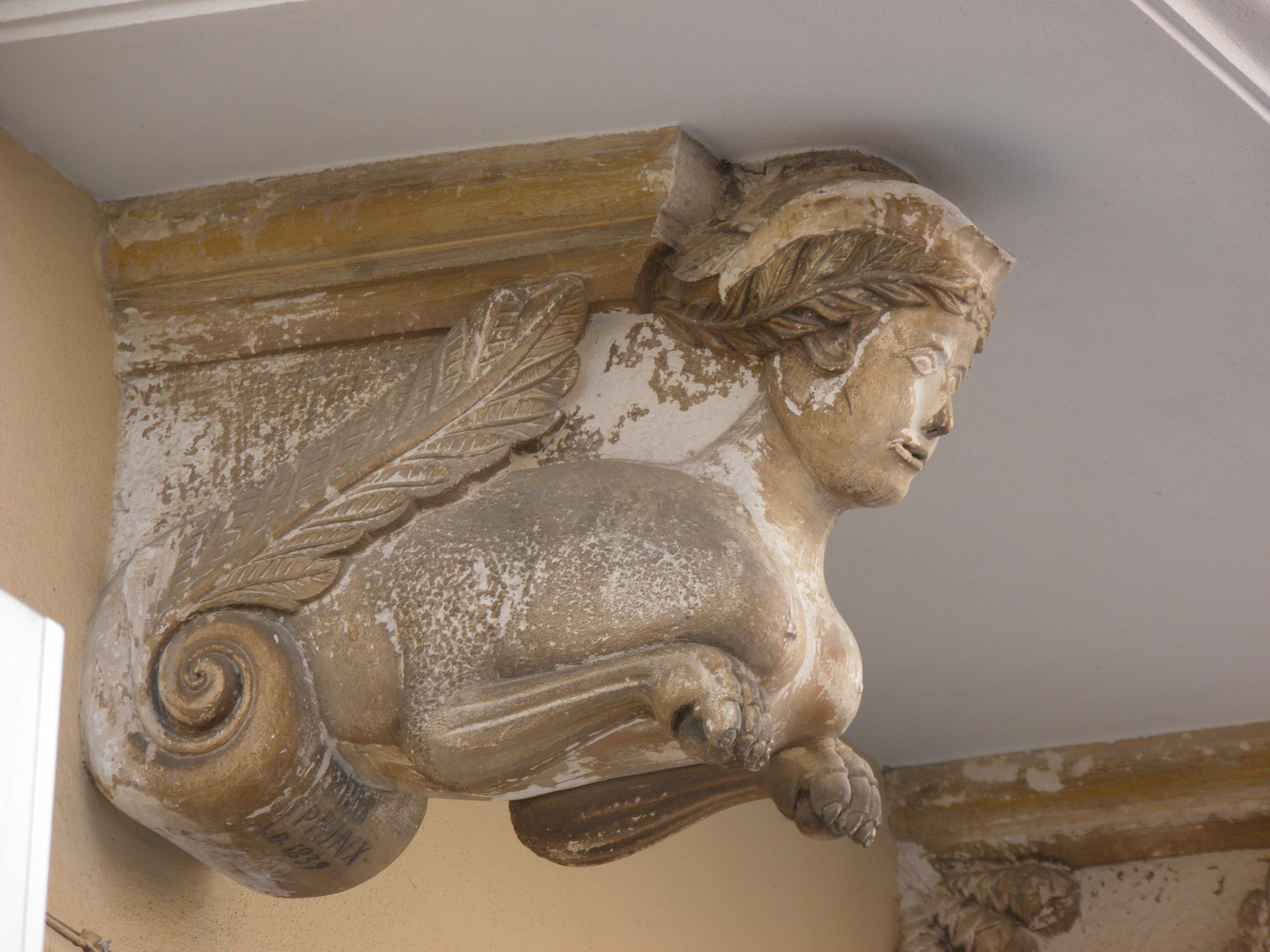
Sfinge tetramorfa posta sulla facciata di casa Pitkin in via Polignani, Monopoli, Italia, recante la scritta: THE SPHINX 1839. Due sfere tra gli artigli a forma di dita umane.

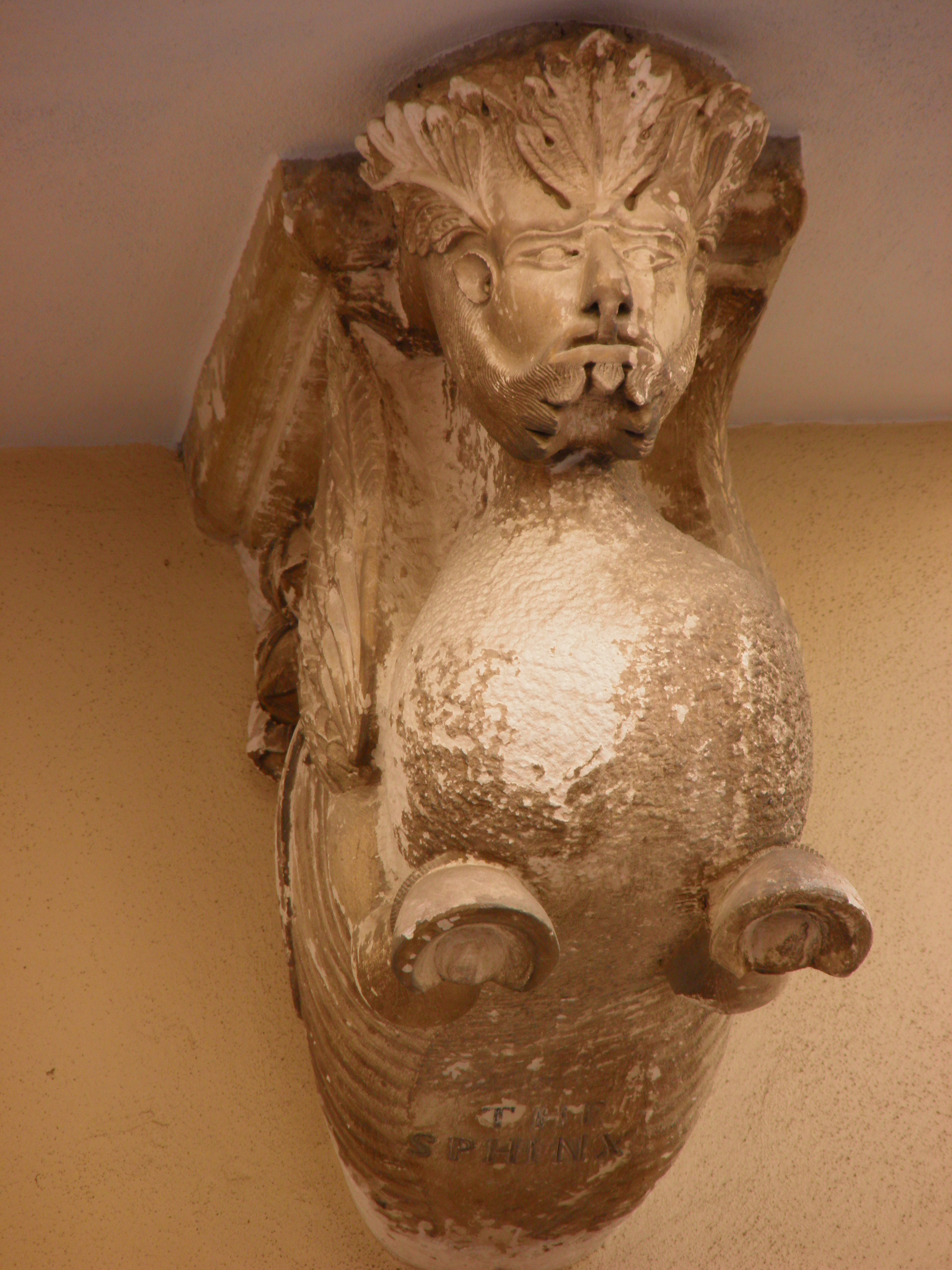
Pegaso dal volto umano e ferro al naso, sulla facciata di casa Pitkin a fianco della sfinge

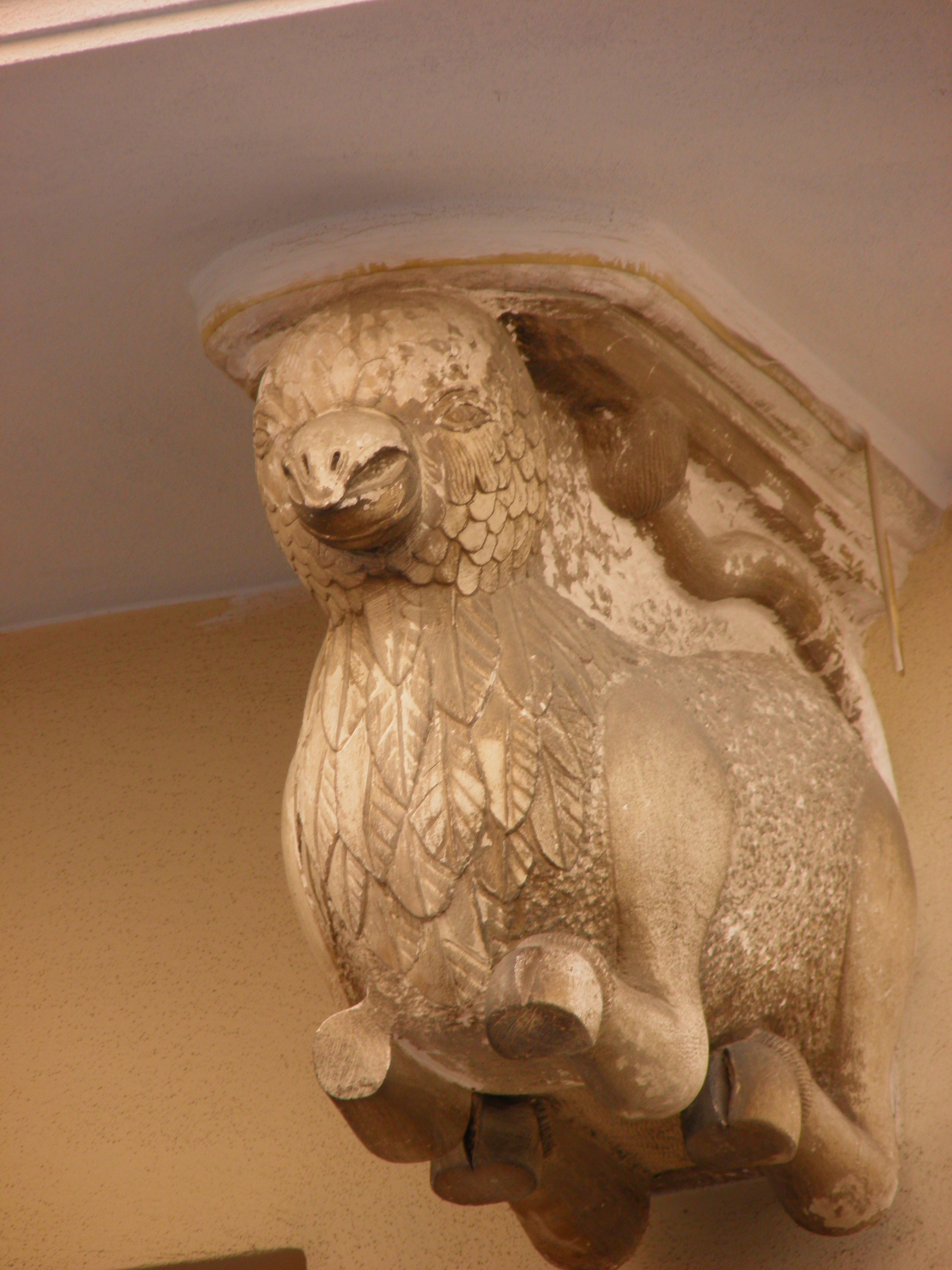
Grifone-Toro con sfera nel becco, sulla facciata di casa Pitkin alla destra del Drago

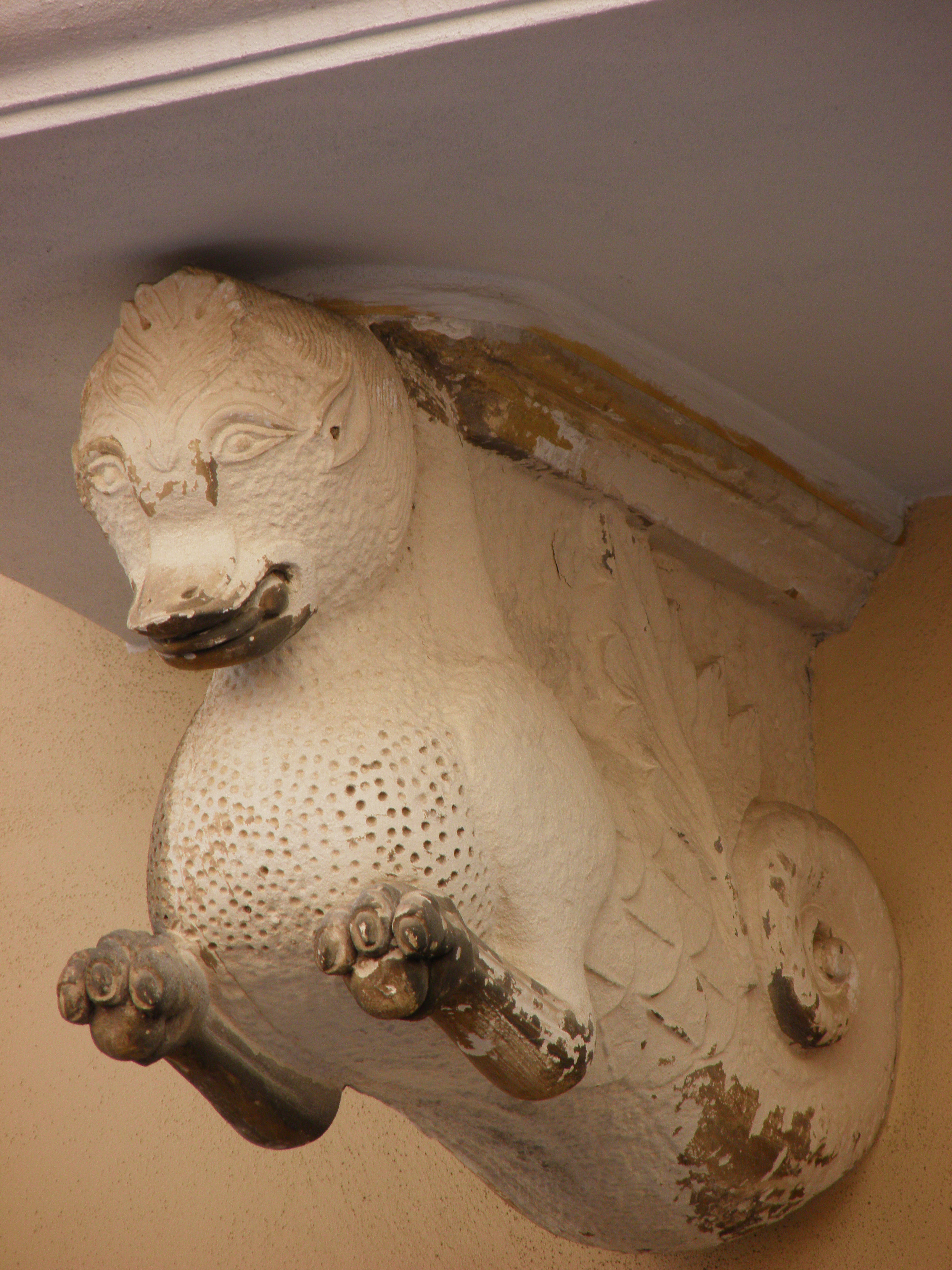
Drago con "morso", sulla facciata di casa Pitkin, lato sinistro

Il luogo di nascita è sconosciuto, incerta anche la data precisa di nascita e morte. Si sa però con certezza la professione, la nazionalità e il luogo di residenza e di morte (Monopoli): "...negoziante inglese John Pitkin, che qui dimorando , seppe guadagnare e poi conservare fino alla morte le simpatie di tutti gli ordini dei cittadini....",
Alcune notizie provengono dall'archivio della famiglia Capitanio di Monopoli e dal testo di una lapide nella cappella De Martino del cimitero di Monopoli.
Risulta attivo in zona come mercante e console inglese intorno alla prima metà del XIX secolo.
Insieme al fraterno amico Michele De Martino allo scopo di rendere più sicuro l'attracco dei velieri nel porto di Monopoli, iniziano a proprie spese, la costruzione del braccio sud del porto in attacco al lato nord-est del castello Carlo V. Tale opera sarà la premessa per la realizzazione del molo Margherita, fondamentale per l'agibilità del porto da parte delle imbarcazioni a vela.
Alla morte del Michele De Martino, il più importante mercante monopolitano del XIX secolo, dedica all'amico una lunga e commovente iscrizione, ancora visibile nella cappella funebre della famiglia De Martino nel cimitero di Monopoli. 
Dal testo della citata lapide e dai dati cartacei dell'archivio della famiglia Capitanio, emerge l'attività di un console inglese a Monopoli e l'esistenza di intensi rapporti commerciali, per l'esportazione soprattutto di olio e vino, verso la Russia, l'Olanda, l'Inghilterra e l'America, tra la fine del XVIII secolo e tutto il XIX.
Fu probabilmente il fondatore della Loggia massonica monopolitana (o forse vendita carbonara) "The Sphinx" 1839, in quegli anni alloggiata al piano terra della sua casa di Monopoli (BA) in via Polignani N.14. Si può ancora leggere questa scritta sulla parte inferiore di due mensole neo-romaniche poste a sorreggere un balcone posto in corrispondenza di un ingresso di un grande ambiente, separato da quello dell'abitazione. Altre due mensole sorreggono il balcone attiguo. Le sculture, in tutto quattro, di stile neo-romanico, caratterizzate da simbologia criptica rappresentano: la sfinge tetramorfa (con scritta) e due sfere negli artigli a forma di dita umane, Pegaso dal volto umano (con scritta) e ferro al naso, un grifone con una sfera nel becco e un drago-leone con una sorta di "morso" da cavalli in bocca.
Anche la cappella di famiglia del fraterno amico Michele De Martino, nella quale John Pitkin colloca la commossa lapide precedentemente citata, è caratterizzata da oscure simbologie. Tra queste; un pugno chiuso che fuoriesce dal muro, sotto il timpano principale, subito sopra l'iscrizione dedicatoria che il De Martino pone al momento della costruzione del tempietto nel 1856. Anche le decorazioni architettoniche del coronamento di casa Pitkin e della cappella De Martino sono simili, costituite fondamentalmente da intrecci di archetti gotici.